# JRR-4
JRR-4（ジェイ・アール・アール・フォー：Japan Research Reactor No. 4）は、国立研究開発法人日本原子力研究開発機構が原子力科学研究所内に保有する研究用原子炉施設である。当初の設置目的は、原子力船むつのための実験を行うことだったが、後に中性子照射を利用した科学・研究または医療、産業利用に用途変更された。

## 施設概要
1965年1月28日に初臨界に到達し、同年11月から利用運転を行った。その後、1998年からは低濃縮ウランを燃料として使用。最大熱出力は3500kWであったが、 利用者の希望により、出力、運転時間、パターンを変更することができた。2010年12月まで運転を行った。運転時間38,820時間06分、総積算出力は79,534MWhであった。

### 用途変更
当初の目的は、原子力船むつのための実験を行うことだったが、その後、中性子の医療照射（中性子捕捉療法）、放射化分析、 半導体用シリコンの製造、原子力技術者の養成等に利用された。

### 廃止
2013年9月26日に日本原子力研究開発機構が策定した「原子力機構改革計画」に基づき廃止されることとなり、2015年12月25日に原子力規制委員会に原子炉廃止措置計画認可申請が提出された。これにより、今後 廃炉措置が進められることとなる。

## 構造
格納容器を備えないプール型原子炉と呼ばれる型の原子炉であり、チェレンコフ光を視認できる。中性子を利用した治療（中性子捕捉療法）のために医療照射設備を備える。

## 仕様
- 型式:濃縮ウラン軽水炉（プール型）
- 熱出力:3.5MW

## エピソード
第29回国民体育大会の聖火はJRR-4の電力から採火された。